# Ринне, Пекка
Пе́кка Пяйвиё Ри́нне (фин. Pekka Päiviö Rinne; род. 3 ноября 1982, Кемпеле, Оулу) — финский хоккеист. Занимает четвёртое место в истории НХЛ по количеству побед среди европейских вратарей после Хенрика Лундквиста, Доминика Гашека и Сергея Бобровского.
Обладатель «Везина Трофи» 2018 года. Обладатель «Кинг Клэнси Трофи» 2021 года. В составе сборной Финляндии становился серебряным призёром чемпионата мира 2014 года; был назван самым ценным игроком этого турнира, а также вошёл в символическую сборную чемпионата.

## Игровая карьера

### Кярпят
Финн начинал свою карьеру в «Кярпяте», выступая за молодёжную команду с 2000 по 2003 год. Также за основную команду дважды становился чемпионом Финляндии в 2004 и 2005 году, будучми бэкапом Никласом Бэкстрёма.

### Нэшвилл Предаторз (2005—2012)
В 2004 году Ринне был задрафтован «Нэшвиллом» в восьмом раунде под общим 258-м номером. Уже в следующем году он начал выступать за фарм-клуб «Предаторз» «Милуоки Эдмиралс», подписав 23 августа 2005 года контракт с «Нэшвиллом». Изначально Ринне должен был быть бэкапом Брайана Финли, но Ринне стал основным вратарём из-за плохой игры Финли. 15 декабря 2005 финн провёл первую игру в НХЛ в матче против «Чикаго Блэкхокс», которая закончилось победой команды из Теннесси, а Ринне отразил 35 из 38 бросков.
Летом 2006 года Ринне «избили пара неизвестных нападавших», и во время драки он вывихнул плечо. В результате ему пришлось перенести операцию, и он пропустил первые четыре месяца сезона. В АХЛ Пекка выступал три сезона (с 2005 по 2008 год), сыграл 145 матчей в регулярном сезоне, 24 — в плей-офф и ещё 3 встречи за основную команду.
В 2008 году финский голкипер закрепился в «Нэшвилле», так как после хорошей игры Дэна Эллиса основного вратаря «хищников» Криса Мэйсона обменяли в «Сент-Луис Блюз». 1 декабря 2008 года Ринне стал вторым голкипером-новичком «Хищников», когда-либо сыгравшим «на ноль». В феврале 2009 года Ринне одержал 9 побед в 12 играх с процентом отражённых бросков 0,944 % и показателем GAA 1,72. Он был признан лучшим новичком месяца в НХЛ. 14 марта Ринне установил рекорд франшизы, проведя седьмой матч без пропущенных шайб в сезоне. Всего в сезоне 2008/09 сыграл 52 матча, в которых одержал 29 побед со средним показателем отражённых бросков 0,917 %.
В начале сезона 2010/11 Ринне получил повреждение после столкновения с нападающим «Анахайм Дакс» Троем Боди и получил травму нижней части тела. Андерс Линдбэк выходил в старте следующие три игры, прежде чем вернулся Ринне, но в декабре он снова получил травму. По возвращении 23 декабря Ринне показал одни из лучших показателей в своей карьере, включая 1,71 GAA и 0,946 % отражённых бросков в январе. По окончании сезона последовало множество похвал; Ринне был назван одним из трех финалистов на Везину Трофи, награду присуждающуюся лучшему вратарю НХЛ по оценке генеральных менеджеров НХЛ. Он также занял четвёртое место в голосовании на Харт Мемориал Трофи, как самому ценному игроку НХЛ, и был включён во Вторую команду Всех звёзд НХЛ. Также Ринне привёл «Хищников» к их первой победе в истории франшизы в серии плей-офф Кубка Стэнли в 2011 году, одержав победу над «Анахайм Дакс» со счётом 4-2 в серии.
29 октября 2011 года Ринне установил рекорд франшизы по числу «сухих» матчей в игре против «Анахайма». 3 ноября 2011 года, в свой 29-й день рождения, Ринне подписал новый 7-летний контракт на общую сумму $ 49 млн, который стал на тот момент крупнейшим контрактом в истории «Нэшвилл Предаторз». Этим же вечером Ринне отразил все 35 сейвов в выездной игре против «Финикс Койотис» и помог своей команде победить со счётом 3:0. В сезоне 2011/12 Ринне установил рекорд франшизы, одержав 11 побед подряд, превзойдя предыдущий рекорд Томаша Вокоуна — восемь. Также в сезоне 2011/12 он стал лидером в НХЛ по победам (43), отражённым броскам, сэйвам и сыгранным играм (73) среди всех вратарей НХЛ. 25 апреля 2012 года Ринне снова был назван финалистом на Везину Трофи второй год подряд. Он также помог «Хищникам» пройти «Детройт Ред Уингз» в плей-офф 2012 года и выиграть серию со счётом 4-1. Однако Ринне и «Нэшвилл» не смогли продвинуться дальше, проиграв «Финиксу» в пяти играх следующего раунда.

### Динамо Минск (2012)
В период действия локаута в НХЛ в сезоне 2012/2013 Ринне играл за минское «Динамо», выступающее в КХЛ. Ринне провёл 22 игры, из них 11 завершились поражениями. Процент отражённых бросков голкипера составил 0,897, а коэффициент надёжности — 3,08. В начале декабря Ринне отбыл в Финляндию по причине травмы паха и больше не возвращался в минское «Динамо» из-за завершения локаута.

### Нэшвилл Предаторз (2013—2021)
В мае 2013 года Ринне сделали артроскопию тазобедренного сустава. Затем 24 октября 2013 года произошло инфицирование бедра, в результате чего Ринне пришлось временно покинуть лёд и проходить тщательную реабилитацию до конца 2013 года. В конце февраля 2014 года Пекку отправили в АХЛ для набора формы, где он провёл 2 матча. 5 марта 2014 года Ринне провёл первый матч в НХЛ с 22 октября 2013 года. Он пропустил три гола в игре, закончившейся поражением «Нэшвилла» со счётом 1:3 в матче против «Питтсбург Пингвинз».
В сезоне 2014/15 одержал 41 победу в 64 матчах регулярного сезона. 14 марта 2015 года Ринне одержал 30-ю победу в 39-м матче сезона и стал первым вратарём, которому это удалось, с тех пор, как НХЛ ввела серию буллитов, и лишь третьим вратарём в эпоху расширения НХЛ, который одержал 30 побед в 39 играх или меньше.
В 2015 году впервые в карьере принял участие в Матче всех звёзд НХЛ и был номинирован на Билл Мастертон Трофи, который в конечном итоге достался игроку-ветерану Яромиру Ягру. Также Ринне вновь был финалистом на Везину Трофи в 2015 году, что стало его третьей карьерной номинацией на эту награду, но приз достался Кэри Прайсу из «Монреаль Канадиенс».
16 марта 2017 года стал 67-м в истории вратарём, сыгравшим 500 матчей в НХЛ. В 2017 году благодаря успехам Пекки «Нэшвилл» впервые в истории преодолел второй раунд и смог дойти до финала Кубка Стэнли, в котором уступил «Питтсбургу» в шести матчах. Ринне провёл в плей-офф 22 матча, из которых выиграл 14.
24 ноября 2017 года «Хищники» победили «Сент-Луис Блюз» со счётом 2:0. «Шатаут» стал 45-м в карьере Ринне, что сделало его единоличным лидером НХЛ среди голкиперов финского происхождения. 22 февраля 2018 года он преодолел отметку в 300 выигранных матчей в НХЛ, став 34-м вратарём в истории НХЛ, достигшим этой отметки. Когда он одержал свою 300-ю победу, у него был третий по величине процент побед среди всех вратарей, у которых не менее 300-х побед — 54,34 %, уступая только Мартину Бродёру и Марку-Андре Флери. В сезоне 2017/18 третий раз в карьере выиграл 40 матчей в регулярном сезоне — 42 в 59 матчах, показав процент отражённых бросков 0.927%. Благодаря Ринне в 2018 году «Нэшвилл» впервые в истории франшизы завоевал Президентский кубок, став победителем регулярного чемпионата.
17 апреля 2018 года Ринне в четвёртый раз был назван финалистом на Везину Трофи, а 20 июня он стал её обладателем.
3 ноября 2018 года подписал с «Предаторз» двухлетний контракт на $ 10 млн. В тот же день сыграл матч «на ноль» против «Брюинз» в Нэшвилле.
9 января 2020 года Пекка Ринне забил первый гол в НХЛ в ворота «Чикаго Блэкхокс», тем самым став 12-м вратарём в НХЛ и 2-м в истории «Нэшвилла» после Криса Мэйсона, кому удалось данное достижение. В сезоне 2019/20 провёл 36 матчей и одержал 18 побед, выйдя на третье место по этому показателю среди всех европейских вратарей в истории НХЛ.
10 мая 2021 года, в заключительной игре сезона 2020/21, Ринне отразил всего 30 бросков в матче против «Каролины Харрикейнз», закончившимся со счетом 5:0 в пользу «хищников». Это была его 369-я победа в карьере, в результате чего он разделил 19-е место по количеству побед в истории с Томом Баррассо. Это также был его 60-й «шатаут» в карьере, он занял единоличное 19-е место по «сухим» играм, обойдя Евгения Набокова.
13 июля 2021 года объявил о завершении карьеры.
24 февраля 2022 года «Нэшвилл Предаторз» вывели из обращения 35-й номер Пекки Ринне.

## Международная карьера
Ринне был одним из двух голкиперов, которые сыграли за Финляндию на чемпионате мира по хоккею с шайбой 2009 года, а вторым был Карри Рямё. Ринне начал турнир с «шатаута» в своей первой игре за финнов, отразив все 30 бросков. Вместе со сборной занял 5-е место.
На ЧМ-2010 провёл 4 игры за финскую сборную, однако Финляндия заняла лишь 6-е место на турнире, что стало худшим результатом для сборной с 2005 года.
На ЧМ-2014 года Ринне завоевал серебряную медаль, был включён в символическую сборную турнира и был признан самым ценным игроком ЧМ.
В следующем году Ринне также участвовал в чемпионате мира по хоккею с шайбой 2015 года и был назван лучшим вратарём турнира, установив новый рекорд Международной федерации хоккея (ИИХФ) по количеству минут, сыгранных без пропущенных шайб.
В марте 2016 года Ринне был включён в состав сборной Финляндии на Кубок мира 2016 года. Он играл в одной из трёх турнирных игр и в двух из трёх предтурнирных.

## Личная жизнь
У Ринне есть две сестры, в том числе сестра-близнец по имени Анна.
Пекка был помолвлен с участницей финского «Голоса» Кирси Лехтозаари в апреле 2013 года. В объявлениях о помолвке Лехтозаари сообщила, что жизнь в таком музыкальном городе, как Нэшвилл, помогла ей стать поп-звездой. Она планировала продолжить свои музыкальные интересы в Нэшвилле до конца карьеры Ринне в НХЛ. Ринне также планировал вернуться в Финляндию после выхода завершения карьеры. Однако их помолвка была отменена примерно в июле 2015 года.
В декабре 2020 года у Ринне и его девушки Эрике Паркко родился сын Паулус Оливер Ринне.

## Стиль игры
Ринне использовал популярный стиль вратаря баттерфляй, рано опускался на колени и использовал щитки, чтобы блокировать попытки броска с низкой точки. При росте 196 см Ринне в свое время являлся пятым по высоте вратарём в НХЛ, что давало ему невероятную досягаемость клюшкой и щитками. Для высокого вратаря он отлично работал ногами и отлично работал ловушкой, но играл клюшкой меньшего размера, чем большинство голкиперов.

## Статистика

### Клубная
| 2002-03     | Кярпят            | SM-l        | 1   | 0   | 1   | 0  | 60     | 3     | 0  | 3.00 | .893  | —  | —  | —  | —     | —   | — | —    | —     |
| 2003-04     | Кярпят            | SM-l        | 14  | 5   | 4   | 4  | 824    | 41    | 0  | 2.99 | .897  | 2  | 1  | 0  | 22    | 0   | 0 | 0.00 | 1.000 |
| 2003-04     | Хокки             | Mestis      | 8   | —   | —   | —  | —      | —     | —  | 2.07 | .942  | —  | —  | —  | —     | —   | — | —    | —     |
| 2004-05     | Кярпят            | SM-l        | 10  | 8   | 0   | 1  | 572    | 16    | 0  | 1.68 | .927  | —  | —  | —  | —     | —   | — | —    | —     |
| 2005-06     | Милуоки Эдмиралс  | АХЛ         | 51  | 30  | 18  | 2  | 2960   | 139   | 2  | 2.82 | .904  | 14 | 10 | 4  | 734   | 35  | 3 | 2.86 | .905  |
| 2005-06     | Нэшвилл Предаторз | НХЛ         | 2   | 1   | 1   | 0  | 63     | 4     | 0  | 3.80 | .900  | —  | —  | —  | —     | —   | — | —    | —     |
| 2006-07     | Милуоки Эдмиралс  | АХЛ         | 29  | 15  | 7   | 6  | 1670   | 65    | 3  | 2.34 | .920  | 4  | 0  | 4  | 247   | 12  | 0 | 2.91 | .895  |
| 2007-08     | Милуоки Эдмиралс  | АХЛ         | 65  | 36  | 24  | 3  | 3840   | 158   | 5  | 2.47 | .908  | 6  | 2  | 4  | 358   | 15  | 1 | 2.51 | .923  |
| 2007-08     | Нэшвилл Предаторз | НХЛ         | 1   | 0   | 0   | 0  | 29     | 0     | 0  | 0.00 | 1.000 | —  | —  | —  | —     | —   | — | —    | —     |
| 2008-09     | Нэшвилл Предаторз | НХЛ         | 52  | 29  | 15  | 4  | 2999   | 119   | 7  | 2.38 | .917  | —  | —  | —  | —     | —   | — | —    | —     |
| 2009-10     | Нэшвилл Предаторз | НХЛ         | 58  | 32  | 16  | 5  | 3246   | 137   | 7  | 2.53 | .911  | 6  | 2  | 4  | 358   | 16  | 0 | 2.68 | .911  |
| 2010-11     | Нэшвилл Предаторз | НХЛ         | 64  | 33  | 22  | 9  | 3789   | 134   | 6  | 2.12 | .930  | 12 | 6  | 6  | 748   | 32  | 0 | 2.57 | .907  |
| 2011-12     | Нэшвилл Предаторз | НХЛ         | 73  | 43  | 18  | 8  | 4169   | 166   | 5  | 2.39 | .923  | 10 | 5  | 5  | 609   | 21  | 1 | 2.07 | .929  |
| 2012-13     | Динамо Минск      | КХЛ         | 22  | 9   | 11  | 2  | 1327   | 68    | 1  | 3.08 | .897  | —  | —  | —  | —     | —   | — | —    | —     |
| 2012-13     | Нэшвилл Предаторз | НХЛ         | 43  | 15  | 16  | 8  | 2444   | 99    | 5  | 2.43 | .910  | —  | —  | —  | —     | —   | — | —    | —     |
| 2013-14     | Нэшвилл Предаторз | НХЛ         | 24  | 10  | 10  | 3  | 1367   | 63    | 2  | 2.77 | .902  | —  | —  | —  | —     | —   | — | —    | —     |
| 2013-14     | Милуоки Эдмиралс  | АХЛ         | 2   | 2   | 0   | 0  | 121    | 2     | 0  | 0.99 | .943  | —  | —  | —  | —     | —   | — | —    | —     |
| 2014-15     | Нэшвилл Предаторз | НХЛ         | 64  | 41  | 17  | 6  | 3851   | 140   | 4  | 2.18 | .923  | 6  | 2  | 4  | 425   | 19  | 0 | 2.68 | .909  |
| 2015-16     | Нэшвилл Предаторз | НХЛ         | 66  | 34  | 21  | 9  | 3871   | 161   | 4  | 2.48 | .908  | 14 | 7  | 7  | 866   | 37  | 0 | 2.63 | .906  |
| 2016-17     | Нэшвилл Предаторз | НХЛ         | 61  | 31  | 19  | 9  | 3568   | 144   | 3  | 2.42 | .918  | 22 | 14 | 8  | 1289  | 42  | 2 | 1.96 | .930  |
| 2017-18     | Нэшвилл Предаторз | НХЛ         | 59  | 42  | 13  | 4  | 3475   | 134   | 8  | 2.31 | .927  | 13 | 7  | 6  | 685   | 35  | 2 | 3.07 | .904  |
| 2018-19     | Нэшвилл Предаторз | НХЛ         | 56  | 30  | 19  | 4  | 3220   | 130   | 4  | 2.42 | .918  | 6  | 2  | 4  | 330   | 17  | 0 | 3.09 | .905  |
| 2019-20     | Нэшвилл Предаторз | НХЛ         | 36  | 18  | 14  | 4  | 1988   | 105   | 3  | 3.17 | .895  | —  | —  | —  | —     | —   | — | —    | —     |
| 2020-21     | Нэшвилл Предаторз | НХЛ         | 24  | 10  | 12  | 1  | 1310   | 62    | 2  | 2.84 | .907  | —  | —  | —  | —     | —   | — | —    | —     |
| Всего в НХЛ | Всего в НХЛ       | Всего в НХЛ | 683 | 369 | 213 | 75 | 39,414 | 1,598 | 60 | 2.43 | .917  | 89 | 45 | 44 | 5,310 | 220 | 5 | 2.50 | .913  |

### Международная
| Год   | Сборная   | Турнир | Место |    | И  | В  | П | Н/ПО | МИН | ГП | СМ   | СШМ  | ОБ% |
| ----- | --------- | ------ | ----- | -- | -- | -- | - | ---- | --- | -- | ---- | ---- | --- |
| 2009  | Финляндия | ЧМ     | 5-е   | 6  | 4  | 2  | 0 | 373  | 12  | 1  | 1.93 | .926 |     |
| 2010  | Финляндия | ЧМ     | 6-е   | 4  | 2  | 2  | 0 | 249  | 7   | 1  | 1.68 | .929 |     |
| 2014  | Финляндия | ЧМ     | 2     | 9  | 5  | 3  | 0 | 543  | 17  | 3  | 1.88 | .928 |     |
| 2015  | Финляндия | ЧМ     | 6-е   | 7  | 3  | 2  | 0 | 427  | 12  | 3  | 1.69 | .927 |     |
| 2016  | Финляндия | КМ     | 8-е   | 1  | 0  | 1  | 0 | 60   | 4   | 0  | 4.00 | .907 |     |
| Всего | Всего     | Всего  | Всего | 27 | 14 | 10 | 0 | 1652 | 52  | 8  | 1.88 | .926 |     |